# ۸۲۵ (خورشیدی)
۸۲۵ هشتصد و بیست و پنجمین سال هجری خورشیدی است.